# Bair Badënov
Bair Doržievič Badënov (in russo Баир Доржиевич Бадёнов?; Zugalaj, 28 giugno 1976) è un arciere russo.

## Palmarès

### Olimpiadi
- 1 medaglia:
  - 1 bronzo (Pechino 2008 nell'individuale)

### Europei
- 2 medaglie:
  - 1 oro (1996 nell'individuale)
  - 1 argento (2008 nell'individuale)